# Институт „Рузвелт“
Институтът „Рузвелт“ е либерален американски мозъчен тръст.
Според устава на организацията тя съществува, „за да съхрани наследството и ценностите на Франклин и Елинор Рузвелт, като развива прогресивни идеи и възпитава смели лидери, работещи за възстановяването на обещанието, че Америка е шанс за всички“. Седалището му е в Ню Йорк.
Институтът Рузвелт е създаден през 1987 г. чрез сливането на Института „Елинор Рузвелт“ и Фондация „Четири свободи на Франклин Д. Рузвелт“. През 2007 г. Институтът Рузвелт се слива с Институцията Рузвелт, сега известна като Мрежата на института Рузвелт. Институтът е нестопански партньор на управляваната от правителството Президентска библиотека и музей Франклин Д. Рузвелт – първата президентска библиотека в САЩ. През 2009 г. института разширява дейността си с откриването на Центъра на четирите свободи – прогресивен политически мозъчен тръст и блог за икономическа политика.
Главен изпълнителен директор и президент на института от март 2012 г. е Фелиша Вонг – бивш член на Съюза за Демокрация. През 2015 г. Институтът Рузвелт е включен в списъка на препоръчаните цели за финансиране на Съюза за Демокрация Сред спонсорите на Института Рузвелт са и Фондация Форд, Фондация Уилям и Флора Хюлет, Фондация Макартър и Фондация Бауман.

## Дейност
Главният икономист на Института Рузвелт е нобеловият лауреат Джоузеф Стиглиц. През 2015 г. доклад, изготвен от Стиглиц, предлага промяна в 35-годишния курс на икономическата политика на САЩ. Докладът е подкрепен от конгресмените Елизабет Уорън и Бил ДеБлазио от Демократическата партия, които присъстваха на пресконференцията, на която беше обявен. Предложението на Стиглиц, изложено в 37 точки, включваше рогресивно данъчно облагане и разширяване на правителствените икономически програми.
Списание Тайм нарича доклада на Стиглиц „пътна карта за това, което много привърженици на прогресивизма биха искали да се случи в политиката през следващите четири години.“ Според Вашингтон Поуст, планът на Института се "основава на убеждението, че повече държавна намеса може да реши повечето от икономическите предизвикателства пред Америка. Това е план, който очевидно е предназначен да обедини либералите, да разгневи привържениците на свободния пазар. и да накара някой кандидат за президент да премине вляво.
През май 2017, Институтът публикува дългосрочно изследване, показващо връзката между социалното неравенство и щетите върху околната среда. В него авторите на изследването посочват, че „когато властта и богатството се разпределят по-неравномерно, богатите и силните получават повече възможности да насочат ефекта от екологичните щети върху бедните и по-слабите“

## Съвет на директорите
Съветът на директорите на Института Рузвелт включва:
- Карън Адлер
- Бенджамин Барнс, американски инвеститор в недвижими имоти, политик и лобист
- Кейт Брандт
- Уол Коксъм, основател и главен изпълнителен директор на Mobility Capital Finance, Inc.
- Лиса Д. Кук, професор по икономика и международни отношения в Мичиганския държавен университет
- Кристи Джордж, директор на New Media Ventures
- Уилям Грифит
- Фей Хартог-Левин, американски адвокат, консултант и дипломат
- Джеймс П. Хофа, Първи президент на International Brotherhood of Teamsters[17]
- Джас Джол, бизнес архитект в Salesforce
- Джордж Нокс
- Кийт Местрих, президент и главен изпълнителен директор на Amalgamated Bank
- Сали Минар
- Макенфъс III, партньор в офиса на DC Gibson Dunn
- Нанси Рузвелт Ирландия
- Никълъс У. Рузвелт, сътрудник в право на J. Abrams, P.C.
- Фийби Рузвелт
- Анна Елинор Рузвелт
- Пол Ръд
- Бернард Шварц, председател и главен изпълнителен директор на BLS Investments
- Амиш Шах
- Пол М. Спароу, директор на библиотеката и музея Франклин Д. Рузвелт
- Ранди Вайнгартен, президент на Американската федерация на учителите
- Брайън Улф
- Уилям Вандън Хювел, почетен председател и основател на Института „Франклин и Елинор Рузвелт“, и „Франклин Д. Рузвелт Четири свободи“, LLC.
- Катрина Ванден Хювел, редактор и издател на The Nation